# Piotr Kazimierz Wiażewicz
Piotr Kazimierz Wiażewicz herbu Leliwa (zm. 2 kwietnia 1658 roku) – wójt smoleński w latach 1650–1657, wójt mścisławski w 1657 roku, wojewoda nowogródzki w 1653 roku, surogator grodzki smoleński w 1653 roku, kapitan smoleński w latach 1651–1652, wójt orszański w latach 1650–1657, marszałek Trybunału Głównego Wielkiego Księstwa Litewskiego w 1645 roku, podkomorzy mścisławski w 1644 roku, podwojewodzi smoleński w latach 1643–1653, stolnik mścisławski w 1632 roku.
Był elektorem Władysława IV Wazy w 1632 roku z województwa mścisławskiego.
Był członkiem konfederacji generalnej zawiązanej 16 lipca 1632 roku. Poseł na sejm konwokacyjny 1632 roku z województwa mścisławskiego. 
Poseł na sejm 1634 roku, sejm zwyczajny 1637 roku, sejm 1638 roku, sejm 1640 roku, sejm 1641 roku.
Poseł na sejm 1650, 1652 (II), 1653 roku. Na sejmie 1653 roku wyznaczony z Koła Poselskiego komisarzem do zapłaty wojsku Wielkiego Księstwa Litewskiego.